# Michael Kael contre la World News Company
Pour les articles homonymes, voir Kael.
Pour plus de détails, voir Fiche technique et Distribution.
Michael Kael contre la World News Company est un film français réalisé par Christophe Smith, sorti en 1998.

## Synopsis
Michael Kael, un journaliste français, est le correspondant permanent à Paris d'une grande chaîne d'information américaine, la World News Company.
Un jour, le patron de sa chaîne l'envoie en Afrique afin de faire un reportage sur un festival de danse franco-africaine. Michael Kael se rend rapidement compte, ainsi que les autres journalistes, que ce festival n'est qu'un prétexte, et qu'il est le pion d'une énorme manipulation médiatique, dont l'objectif est politique.
Mais, à cause de son incapacité et son manque de talent (d'un point de vue journalistique), il fait rater l'opération en déclenchant la panique dans des villes du monde entier, à l'approche de l'an 2000.

## Fiche technique
- Titre : Michael Kael contre la World News Company
- Réalisation : Christophe Smith
- Scénario : Benoît Delépine
- Producteur exécutif : Dominique Brunner
- Producteur Délégué : Charles Gassot
- Musique : 109 international
- Photographie : Pascal Gennesseaux
- Cadre : Nicolas Herdt
- Son : Gérard Lamps, Marc-Antoine Beldent, Fréderic Dubois
- Montage : Véronique Parnet
- Décors : Jean-Marc Kerdelhué
- Costumes : Jacqueline Bouchard
- Effets visuels : DURAN
- Effets visuels 3D : Guilhem Charron
- Pays d'origine :  France
- Format : couleur
- Genre : comédie
- Durée : 90 minutes
- Dates de sortie : 18 février 1998

## Distribution
- Benoît Delépine : Michael Kael
- Féodor Atkine : Major Sylvain
- Marine Delterme : Paola Maertens
- Victoria Principal : Leila Parker
- Elliott Gould : Coogan
- William Atherton : James Denit
- Mickey Rooney : Griffith
- Yves Jacques : Charles Robert
- Alix de Konopka : Miss Picotte
- Michael Morris : Robert Kipp
- Jules-Édouard Moustic (Moustic)

## Accueil
Étrillé par la critique, le film fut un échec commercial.[réf. souhaitée]

## Autour du film
- Ce film surfe sur la vague du succès du personnage Michael Kael créé par Benoît Delépine pour les émissions tournant autour de l'univers du Groland sur Canal+.
- C'est au cours du tournage de ce film à Madagascar que le producteur Charles Gassot, frappé par les conditions de vie très difficiles de la population, décide de fonder l'ONG « Écoles du Monde - Madagascar ».